# Ceratopogon montanus
Ceratopogon montanus är en tvåvingeart som beskrevs av Tokunaga 1940. Ceratopogon montanus ingår i släktet Ceratopogon och familjen svidknott. Inga underarter finns listade i Catalogue of Life.